# Tycherus acutus
Tycherus acutus là một loài tò vò trong họ Ichneumonidae.